# Titanotheka
Titanotheka es un género de foraminífero bentónico de la subfamilia Saccammininae, de la familia Saccamminidae, de la superfamilia Saccamminoidea, del suborden Saccamminina y del orden Astrorhizida. Su especie tipo es Titanotheka coimbrae. Su rango cronoestratigráfico abarca el Terreneuviense (Cámbrico inferior).

## Discusión
Clasificaciones previas incluían Titanotheka en la superfamilia Astrorhizoidea, así como en el suborden Textulariina del orden Textulariida.

## Clasificación
Titanotheka incluye a las siguientes especies:
- Titanotheka coimbrae †